# Hemilissa
Hemilissa is een kevergeslacht uit de familie van de boktorren (Cerambycidae). De wetenschappelijke naam van het geslacht werd voor het eerst geldig gepubliceerd in 1858 door Pascoe.

## Soorten
Hemilissa omvat de volgende soorten:
- Hemilissa catapotia Martins, 1976
- Hemilissa cornuta Bates, 1870
- Hemilissa emblema Martins, 1976
- Hemilissa fabulosa Martins, 1985
- Hemilissa gummosa (Perty, 1832)
- Hemilissa opaca Martins, 1976
- Hemilissa quadrispinosa Gounelle, 1913
- Hemilissa rufa Melzer, 1934
- Hemilissa sulcicollis Bates, 1870
- Hemilissa undulaticollis Zajciw, 1960